# Палмарехо (Коамо, Порторико)
Палмарехо (шп. Palmarejo, Coamo) село је у општини Коамо у америчкој острвској територији Порторико, острвској држави Кариба.

## Демографија
По попису из 2010. године број становника је 1.090, што је 3 (0,3%) становника више него 2000. године.
| Група             | 2000.         | 2010.         |
| Белци             | 5 (0,5%)      | 2 (0,2%)      |
| Афроамериканци    | 90 (8,3%)     | 96 (8,8%)     |
| Азијати           | 0 (0,0%)      | 0 (0,0%)      |
| Хиспаноамериканци | 1.082 (99,5%) | 1.087 (99,7%) |
| Укупно            | 1.087         | 1.090         |